# I giorni del cielo
I giorni del cielo (Days of Heaven) è un film del 1978 scritto e diretto da Terrence Malick.
Presentato in concorso al Festival di Cannes 1979, ha conquistato il premio per la miglior regia. Candidato ai Premi Oscar in quattro categorie tecniche, vinse quello per la migliore fotografia. Dopo questo film, Malick si tenne lontano dalla macchina da presa per ben 20 anni, fino alla realizzazione de La sottile linea rossa (1998). Nel 2007 è stato scelto per essere conservato nel National Film Registry della Biblioteca del Congresso degli Stati Uniti.

## Trama
1916: Bill, un manovale di Chicago, scappa con la sorella minore Linda e la sua ragazza Abby dopo aver ucciso accidentalmente un uomo. Per evitare le domande della gente Bill e Abby fingono di essere fratello e sorella. Dopo un lungo viaggio giungono in Texas dove trovano lavoro come braccianti agricoli in una vasta piantagione di grano. Chuck, il proprietario terriero, soffre di un male incurabile e i medici credono che non gli resti più di un anno di vita.
Quando Chuck si innamora di Abby, Bill la incoraggia a sposarlo per poter ereditare i suoi soldi. I due si sposano e Bill mantiene la veste di “fratello” di lei, anche se il caposquadra dell'agricoltore sospetta che la situazione sia diversa. La salute dell'agricoltore rimane inaspettatamente stabile, sventando i piani di Bill. Alla fine il contadino scopre la vera relazione di Bill con Abby, ma nel frattempo Abby ha iniziato a innamorarsi del marito, che però non sospetta di niente.
Un giorno il campo viene invaso dalle locuste e nella notte un incendio distrugge tutta la piantagione. Chuck, scoperta la relazione tra Abby e Bill, prende una pistola e affronta Bill, ma Bill lo uccide dandosi poi alla fuga insieme a Abby e Linda. Qualche giorno dopo i due vengono trovati dalla polizia, accompagnata dal caposquadra, e Bill viene colpito e ucciso nel corso di una sparatoria. Abby eredita la proprietà del contadino, porta Linda in un collegio, la saluta e inizia una nuova vita, lasciando la città in un treno pieno di soldati, in partenza per il fronte della Prima guerra mondiale. Linda poi scappa dal collegio e s'incammina lungo i binari del treno insieme ad un'amica conosciuta nella fattoria.

## Produzione

### Cast
Prima di assegnare a Gere la parte di Bill vennero considerati anche Al Pacino, John Travolta e Dustin Hoffman che, tuttavia, rifiutarono la parte.

### Location
Il film è stato girato in Canada, in diverse località dell'Alberta.

## Colonna sonora
Ennio Morricone ha scritto la colonna sonora escluso i brani Enderlin (composto ed eseguito da Leo Kottke) e Swamp Dance (ad opera del cantautore cajun Doug Kershaw). I titoli di testa scorrono col commento musicale di Acquario, sezione de Il carnevale degli animali di Camille Saint-Saëns.

## Accoglienza
Il film non ha avuto un grande successo commerciale. Con un budget di 3 milioni di dollari infatti, la pellicola incassò solo 3 milioni e mezzo. Nonostante inizialmente anche la reazione dei critici non fosse stata delle migliori, il film fu in seguito rivalutato e considerato un successo cinematografico della pionieristica, particolarmente noto per la bellezza della sua fotografia.
Nel 1997, il noto critico Roger Ebert lo ha aggiunto alla sua lista di "Grandi Film", descrivendolo come "uno dei più bei film mai realizzati".

## Riconoscimenti
- 1979 - Premio Oscar
  - Migliore fotografia a Néstor Almendros
  - Candidatura Migliori costumi a Patricia Norris
  - Candidatura Miglior sonoro a John Wilkinson, Robert W. Glass Jr., John T. Reitz e Barry Thomas
  - Candidatura Miglior colonna sonora a Ennio Morricone
- 1979 - Golden Globe
  - Candidatura Miglior film drammatico
  - Candidatura Migliore regia a Terrence Malick
- 1980 - Premio BAFTA
  - Miglior colonna sonora a Ennio Morricone

- 1979 - Festival di Cannes
  - Prix de la mise en scène a Terrence Malick
  - In concorso per la Palma d'oro
- 1978 - National Board of Review Award
  - Miglior film
- 1979 - National Society of Film Critics Award
  - Miglior regia a Terrence Malick
  - Miglior fotografia a Néstor Almendros
- 1978 - New York Film Critics Circle Award
  - Migliore regia a Terrence Malick
  - Candidatura Miglior film

- 1978 - Los Angeles Film Critics Association Award
  - Migliore fotografia a Néstor Almendros
- 1979 - Writers Guild of America Award
  - Candidatura Miglior sceneggiatura originale drammatica a Terrence Malick
- 1979 - David di Donatello
  - Miglior attore straniero a Richard Gere
  - Migliore sceneggiatura straniera a Terrence Malick